# Anna Popek
Anna Grażyna Popek z domu Chruzik (ur. 26 czerwca 1968 w Bytomiu) – polska dziennikarka i prezenterka telewizyjna.

## Życiorys
W 1987 ukończyła I Liceum Ogólnokształcące im. Jana Smolenia w Bytomiu. Jest absolwentką filologii polskiej Uniwersytetu Śląskiego w Katowicach. W tym czasie rozpoczęła pracę w mediach, zostając prezenterką TVP Katowice, a następnie pracując we wrocławskim oddziale TVP, dla którego prowadziła program informacyjny Fakty. Była także rzeczniczką prasową Polskich Linii Lotniczych LOT. Po przeprowadzce do Warszawy, gdzie ukończyła zaoczne podyplomowe Studium Dziennikarstwa na Uniwersytecie Warszawskim, trafiła na staż do redakcji ekonomicznej Panoramy, wkrótce zostając prowadzącą południowego wydania ekonomicznego. Przeszła kurs BBC przygotowujący do kompleksowej realizacji programów telewizyjnych.

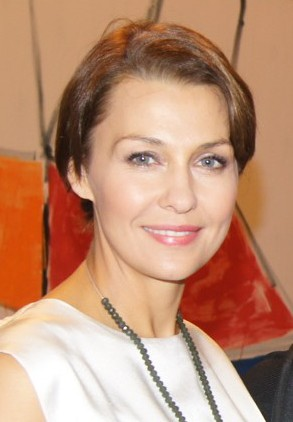
Popek (2012)

W lipcu 1999 została prezenterką TVP1, dla której prowadziła poranny program Kawa czy herbata?. W 2002 odeszła z TVP i objęła stanowisko doradcy Ministra Finansów Grzegorza Kołodki. Po powrocie do telewizji publicznej prowadziła m.in. autorskie programy Trop sekret i Po oklaskach (2007). Współprowadziła także program śniadaniowy TVP2 Pytanie na śniadanie (2004–2016, od kwietnia do grudnia 2023). Od kwietnia do czerwca 2016 prowadziła talk-show Świat się kręci, a od września 2016 – Zatrzymaj chwilę i Po prostu zdrowie. Od lutego do czerwca 2017 współprowadziła poranny program Dzień dobry, Polsko!. Prowadziła także dwie edycje programów rozrywkowych TVP2: Załóż się i Takty Nietakty, a także program Halo Polonia dla TVP Polonia i program TVP Info Wstaje dzień (od 2018 do 19 grudnia 2023). Od września 2017 do grudnia 2023 współprowadziła Wielkie Testy TVP. 15 marca 2024 zakończyła pracę w TVP S.A.
Na początku 2017 została szefową PAP Life. W lutym 2020 prowadziła uroczyste podpisanie ustawy o 13. emeryturze przez prezydenta Andrzeja Dudę, a w czerwcu 2021 prowadziła konwencję Partii Republikańskiej u boku posła Kamila Bortniczuka. Za zaangażowanie w te wydarzenia została skrytykowana przez wielu dziennikarzy.
Prowadziła audycję Popek, kultura i gwiazdy na antenie Radia Plus i Vox FM, a także cykl Smaki zdrowia dla Programu I Polskiego Radia. Prowadziła audycje Leniwe przedpołudnie w radiowej Trójce.
Uczestniczyła w programach rozrywkowych Gwiazdy tańczą na lodzie (2007), Taniec z gwiazdami (2008) i Fort Boyard. Zagrała epizodyczne role w serialach: Czwarta władza (2004), Pitbull (2005), Egzamin z życia (2006), Barwy szczęścia (2007), M jak miłość (2011) i Na dobre i na złe (2012).
W marcu 2024 dołączyła do zespołu Telewizji Republika, gdzie codziennie w Wielkim Tygodniu, premierowo emitowany był jej program Święta w Republice z Anną Popek.  Przybliżane były w nim m.in. tradycje ludowe, jak i liturgiczne, ostatnich dni przed Wielkanocą. Od 8 kwietnia tego samego roku jest jedną z prowadzących codziennego, porannego magazynu Republika Wstajemy!, emitowanego również na antenie Telewizji Republika. Od października tego samego roku prowadzi tam także niedzielny, poranny program Żyj lepiej, w którym z ekspertami z zakresu medycyny rozmawia o tym jak dbać o zdrowie i dobrą kondycję fizyczną.
W 2019 wspólnie z Agnieszką Wójcik utworzyła fundację „Kulturalna Polska”, zajmującą się promocją polskiej kultury i propagowaniem dobrych manier.

## Życie prywatne
Jej mężem był Andrzej Popek, z którym rozwiodła się pod koniec sierpnia 2011 po 16 latach małżeństwa. Mają dwie córki, Oliwię i Małgorzatę.
Ma młodszą o osiem lat siostrę Magdę, która przez ponad dwie dekady pracowała jako stewardessa linii lotniczych LOT. 

## Filmografia
- 2004: Czwarta władza
- 2005: Pitbull jako dziennikarka
- 2006: Egzamin z życia jako prowadząca konkurs teledysków (odc. 64)
- 2007: Barwy szczęścia jako dziennikarka (odc. 1)
- 2011: M jak miłość jako Anita Morawska
- 2012: Na dobre i na złe jako dziennikarka

## Dyskografia
- 2007 – Hymn Pocztówki do Św. Mikołaja 2007 (To Święta)[24]